# Орехово-Зуевская ТЭЦ
Орехово-Зуевская ТЭЦ (ТЭЦ-6 Мосэнерго) — предприятие энергетики расположенное в городе Орехово-Зуево Московской области.
Входила в состав генерирующей компании «Мосэнерго».
В апреле 2014 года продана частному лицу и находится в доверительном управлении ООО "Орехово-Зуевская Теплосеть".

## История
Орехово-Зуевская ТЭЦ была заложена в 1926 году по плану ГОЭЛРО в Московском регионе.
Построена в 1930 году и первоначально работала на торфе. Обеспечивала электроснабжение города и его промышленности.
История ТЭЦ-6 берет свое начало с 1927 года, когда на текстильном комбинате г. Орехово-Зуево было принято решение о строительстве собственной электростанции. Она должна была снабжать электроэнергией и паром текстильные фабрики, а также обеспечить теплооснабжение городских районов. В качестве топлива на станции использовался торф.
Электростанция введена в эксплуатацию в начале 1930-х годов, в 1950-х была реконструирована.
В 1966 году станция стала использовать в качестве топлива газ, а спустя 20 лет ТЭЦ-6 полностью перешла на этот вид топлива, прекратив использование торфа.
Являлась структурным подразделением ГРЭС-3 им. Р.Э. Классона – филиала ОАО «Мосэнерго».
После закрытия текстильного производства в г. Орехово-Зуево, потреблявшего почти весь вырабатываемый станцией пар, загрузка ТЭЦ-6 существенно снизилась и на сегодняшний день не превышает 40% от номинальной. Выработка электроэнергии производится только в осенне-зимний период, с апреля по октябрь вся генерация станции полностью выведена из работы.
В апреле 2014 г. Совет директоров ОАО «Мосэнерго» одобрил продажу ТЭЦ. Рыночная стоимость комплекса имущества ТЭЦ-6, определенная независимым оценщиком (ЗАО «Делойт и Туш СНГ»), составила 23 млн рублей.

## Деятельность
Электрическая мощность станции — 24,00 МВт, тепловая мощность — 139,00 Гкал/час.
Производственные показатели:
| Электроэнергия | 2005 | 2006 | 2007 | 2008 | 2009 |
| -------------- | ---- | ---- | ---- | ---- | ---- |
| млн кВт·ч      | 34,9 | 36,4 | 32,3 | 32,2 | 34,4 |

| Теплоэнергия | 2005  | 2006  | 2007  | 2008  | 2009  |
| ------------ | ----- | ----- | ----- | ----- | ----- |
| тыс. Гкал    | 186,5 | 187,9 | 175,0 | 161,5 | 155,8 |